# Archivolte
Als Archivolte (italienisch, von lateinisch Arcus volutus: gewölbter Bogen) wird in der Architektur die Stirnseite eines Bogens bezeichnet. Unterschieden werden die Faszienbögen antiken Ursprungs und die Gewände romanischer und gotischer Portale.

## Archivolten antiken Ursprungs
Ihren Ursprung haben Archivolten in antiken Bögen oder Arkaden, deren Bogenstirnseiten durch Faszien in der Art eines Architravs profiliert sind. Dieses klassische Gestaltungsmotiv wurde von der Renaissance wieder aufgegriffen und war dann bis in den Historismus gebräuchlich.

Barocke Architekturtheoretiker nannten die Archivolte Modeno.

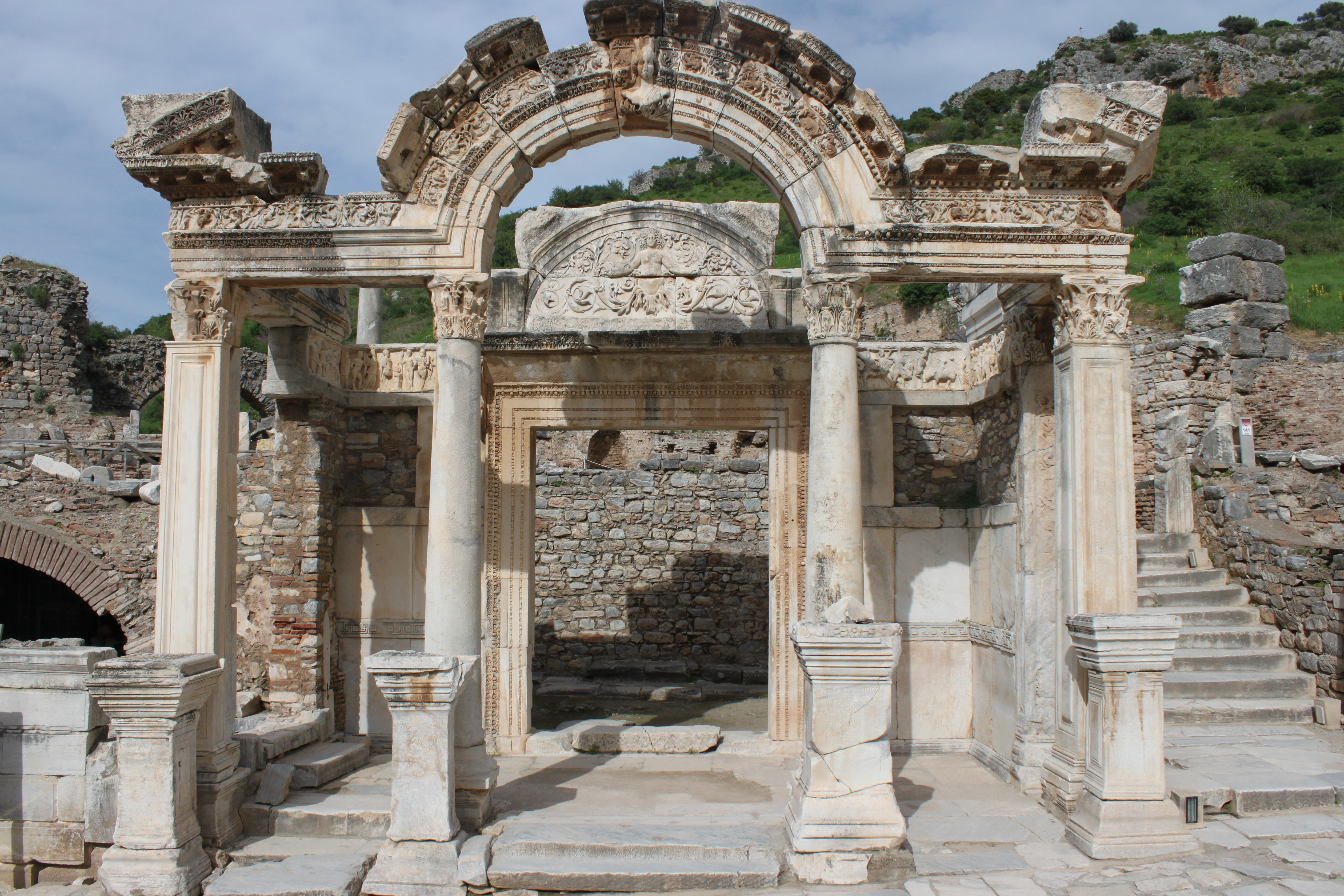
Archivolte eines Syrischen Bogens (Hadrianstempel Ephesos)
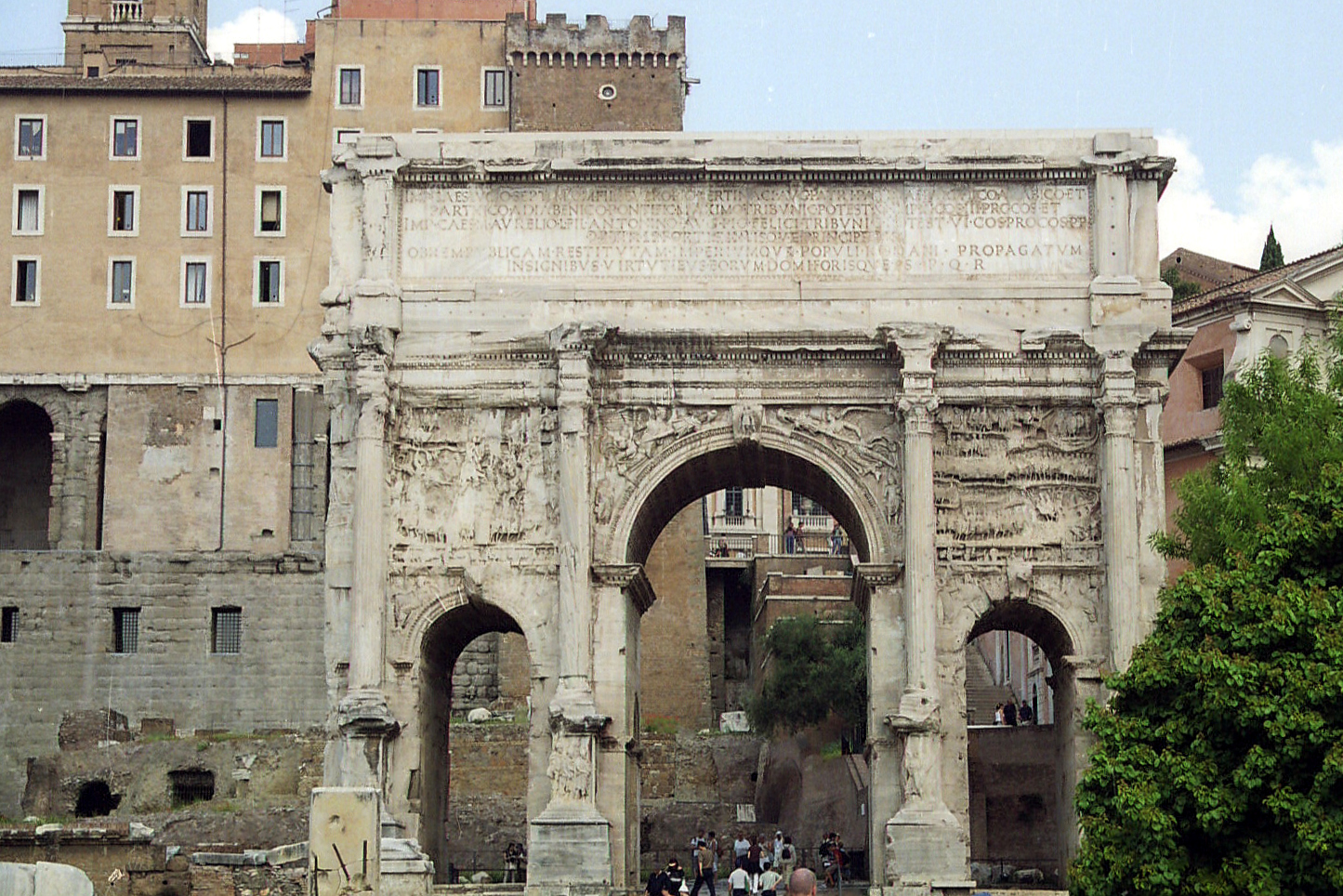
Römischer Triumphbogen mit Archivolten (Septimius-Severus-Bogen)
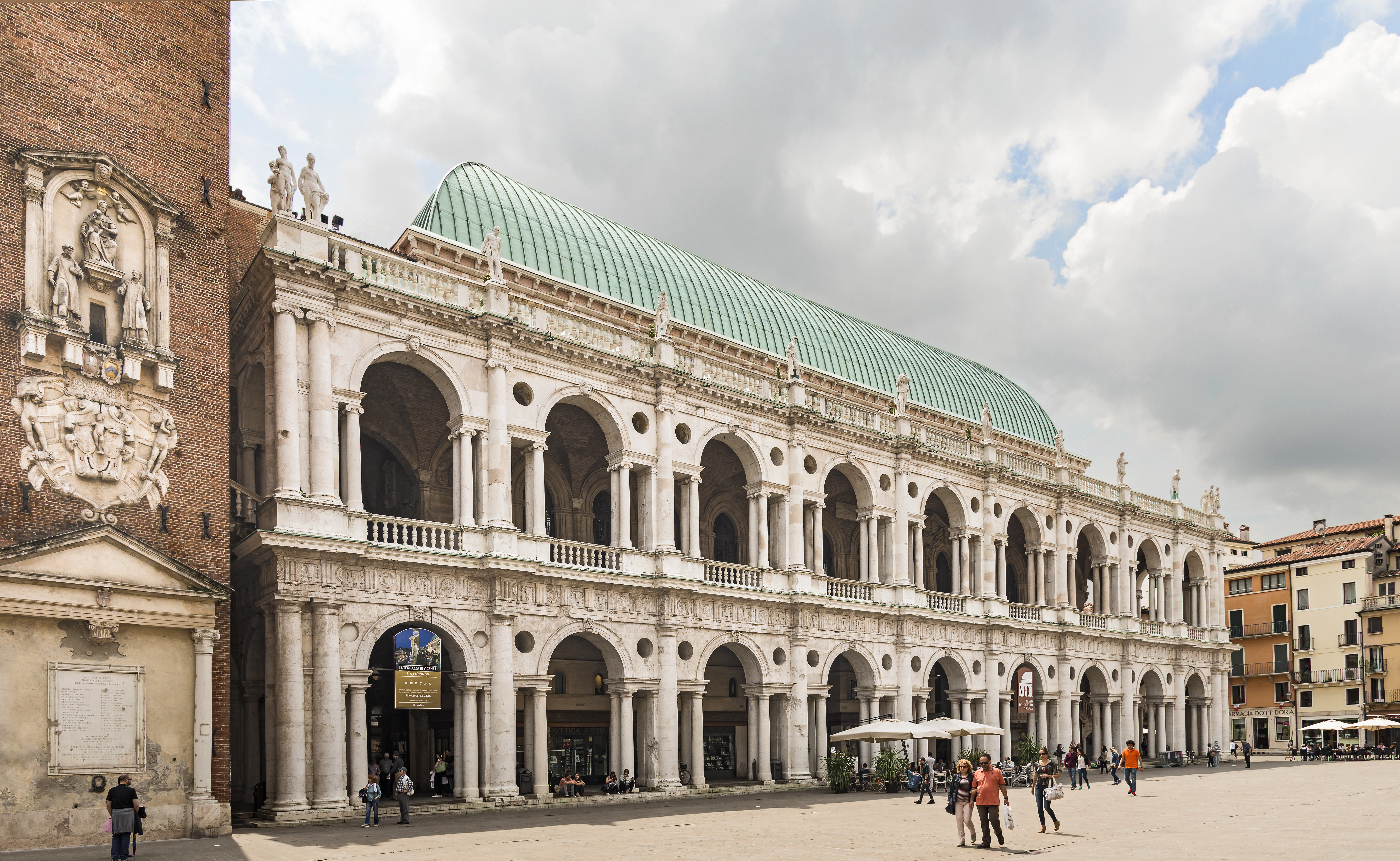
Archivolten an der Basilica Palladiana, Vicenza
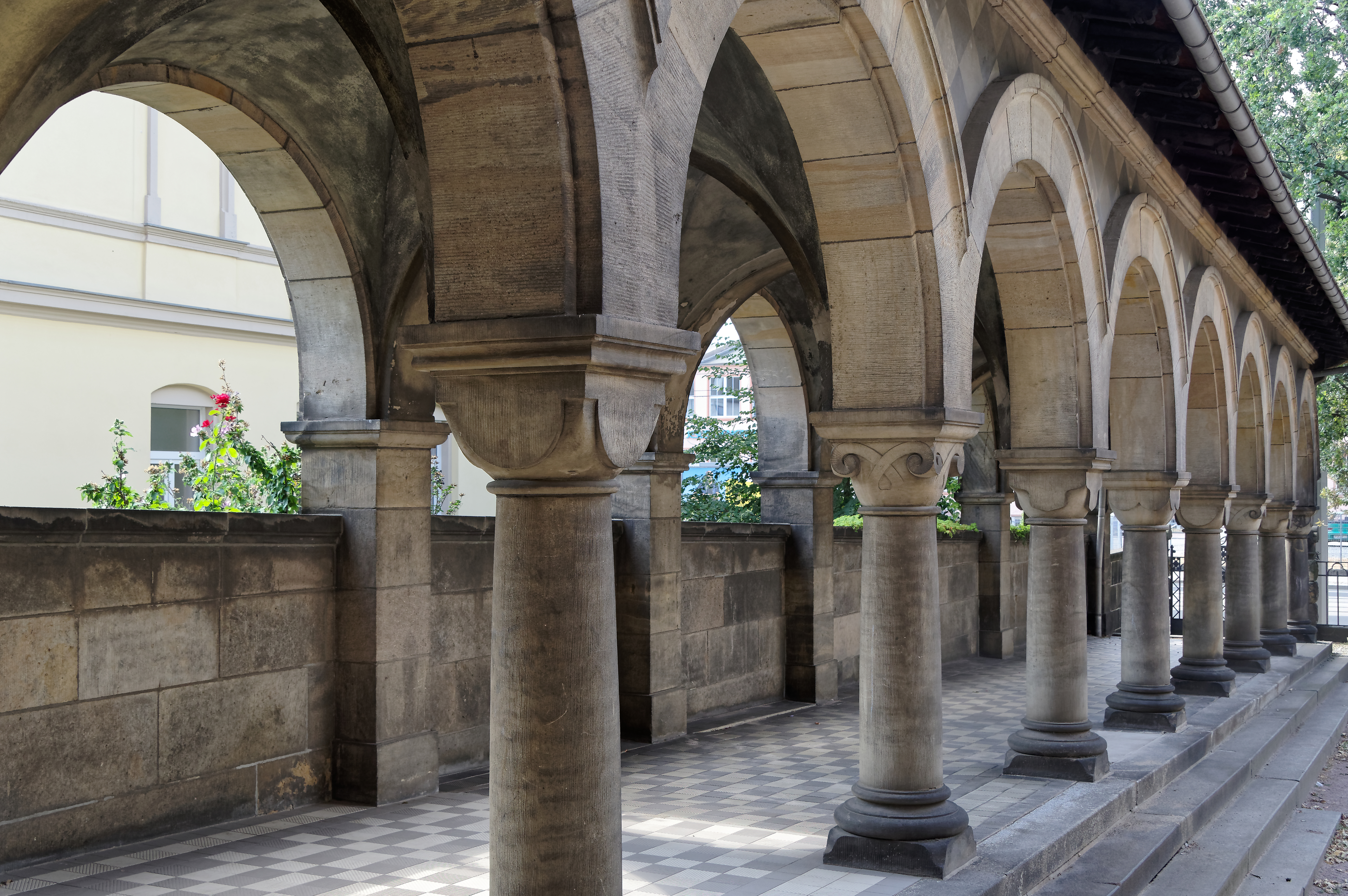
Neuromanische Arkaden mit profilierten Archivolten (Versöhnungskirche Dresden)

## Archivolten in Portalen
Die zweite Wortbedeutung von Archivolte sind in der mittelalterlichen Baukunst die tiefengestaffelten Bögen eines Stufenportals.
In der karolingischen und ottonischen Architektur blieben Bögen in der Regel ungegliedert. In der Frühromanik gab es die ersten Tiefenstaffelungen des Portalgewändes, doch dort wie auch bei ländlichen Kirchen blieben die Stirnseiten der Archivolten meist unbearbeitet. In der Hoch- und Spätromanik wurden sie oft mit Wulst- und Stabformen profiliert. In seltenen Fällen erhielt auch die Unterseite eines oder mehrerer Bögen eine dekorative Bearbeitung.
Mit den Skulpturenportalen der Hoch- und Spätromanik kamen dann in einigen Kulturlandschaften figürliche Darstellungen auf. Die Gotik gestaltete die Archivolten in der Regel figürlich und häufig mit Bezug zum Thema des Tympanons. Von Frankreich ausgehend, wo die ersten figürlichen Archivolten im zweiten Viertel des 12. Jahrhunderts auftraten, erschienen sie in Deutschland erstmals um 1235 an der Goldenen Pforte in Freiberg/Sachsen.

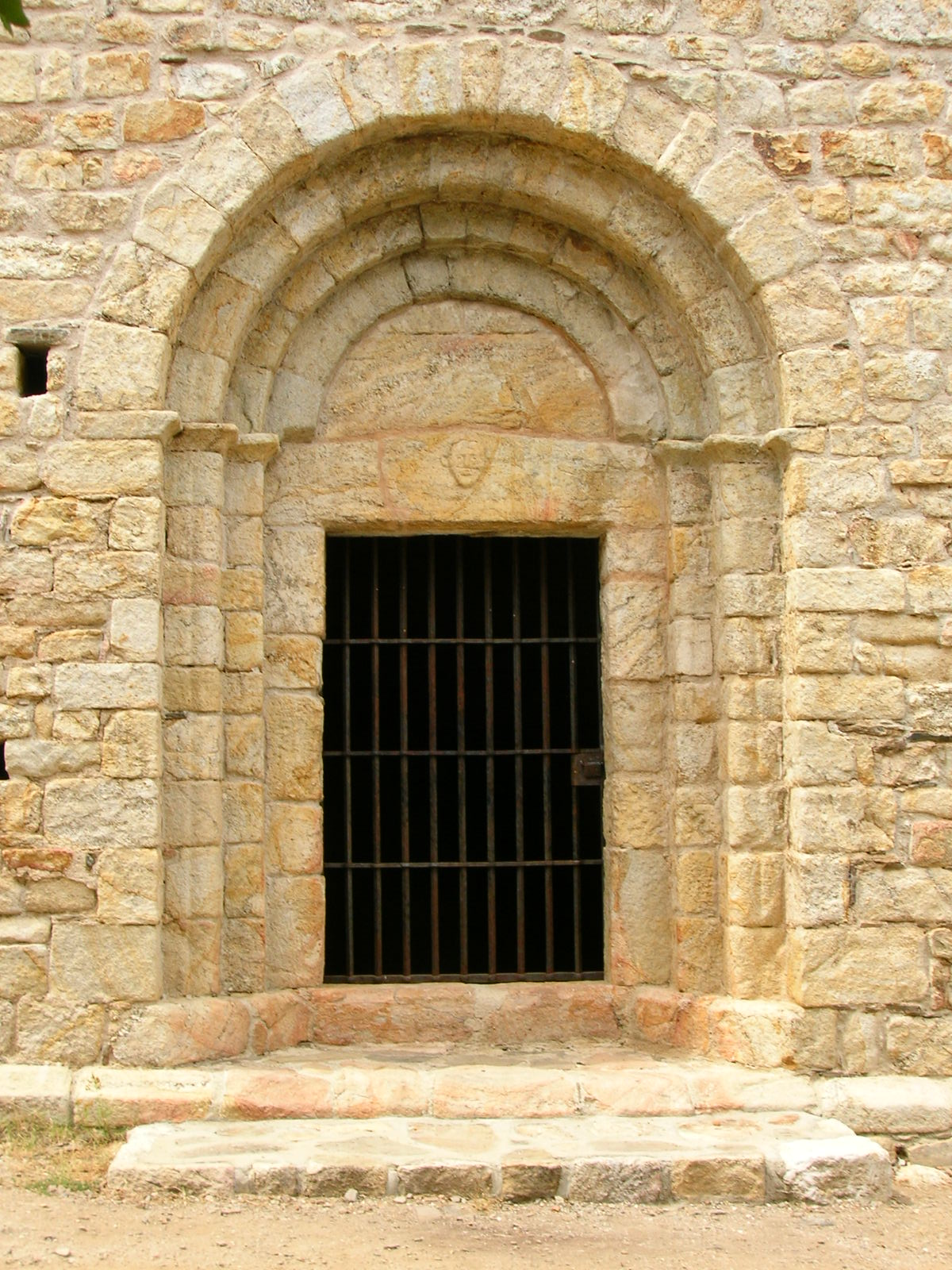
Unprofilierte Archivolten an der Kirche Saint-Laurent-du-Mont bei Argelès-sur-Mer
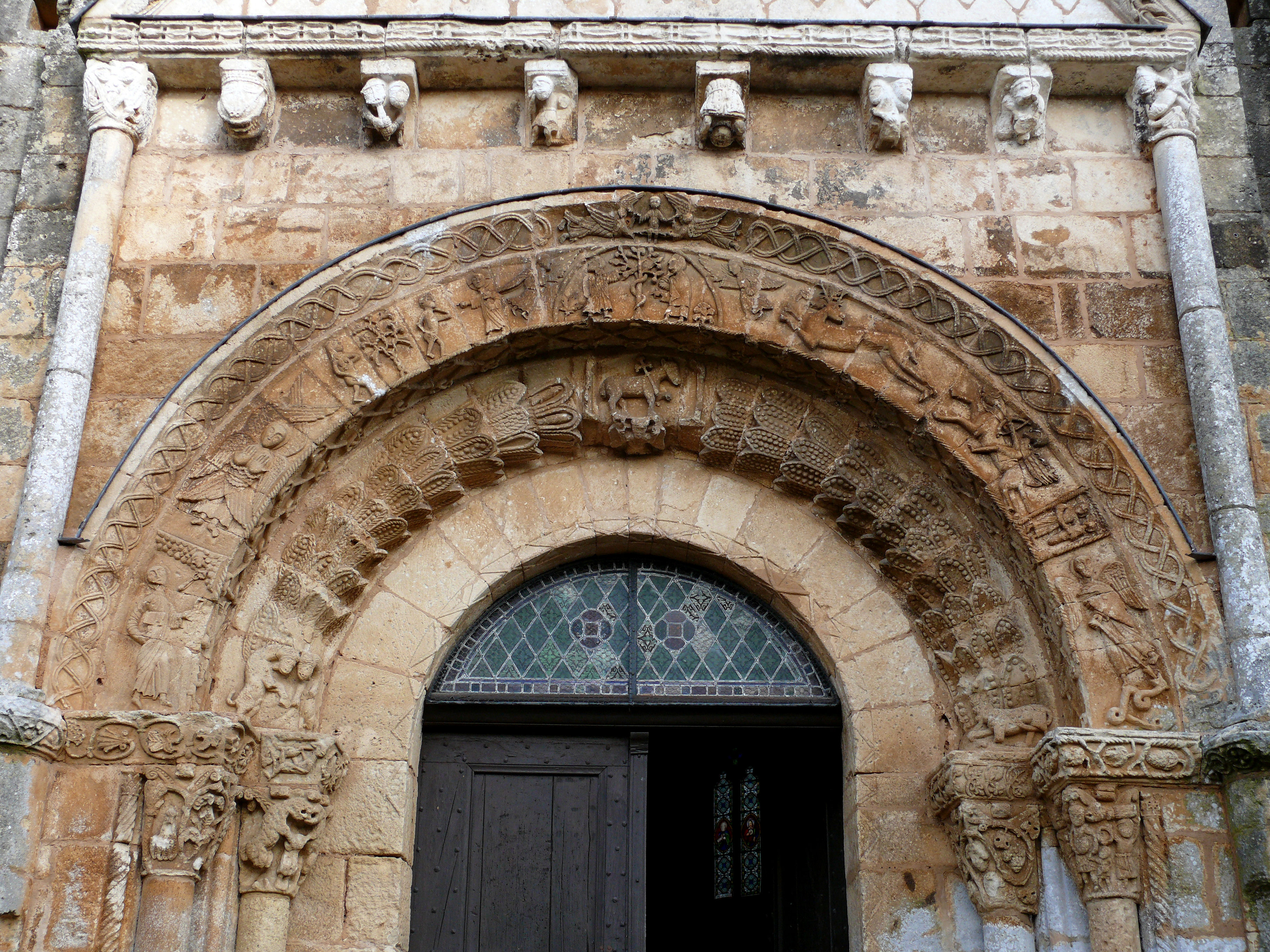
Frühe figürliche Archivolten an der Kirche St-Martin (Besse)
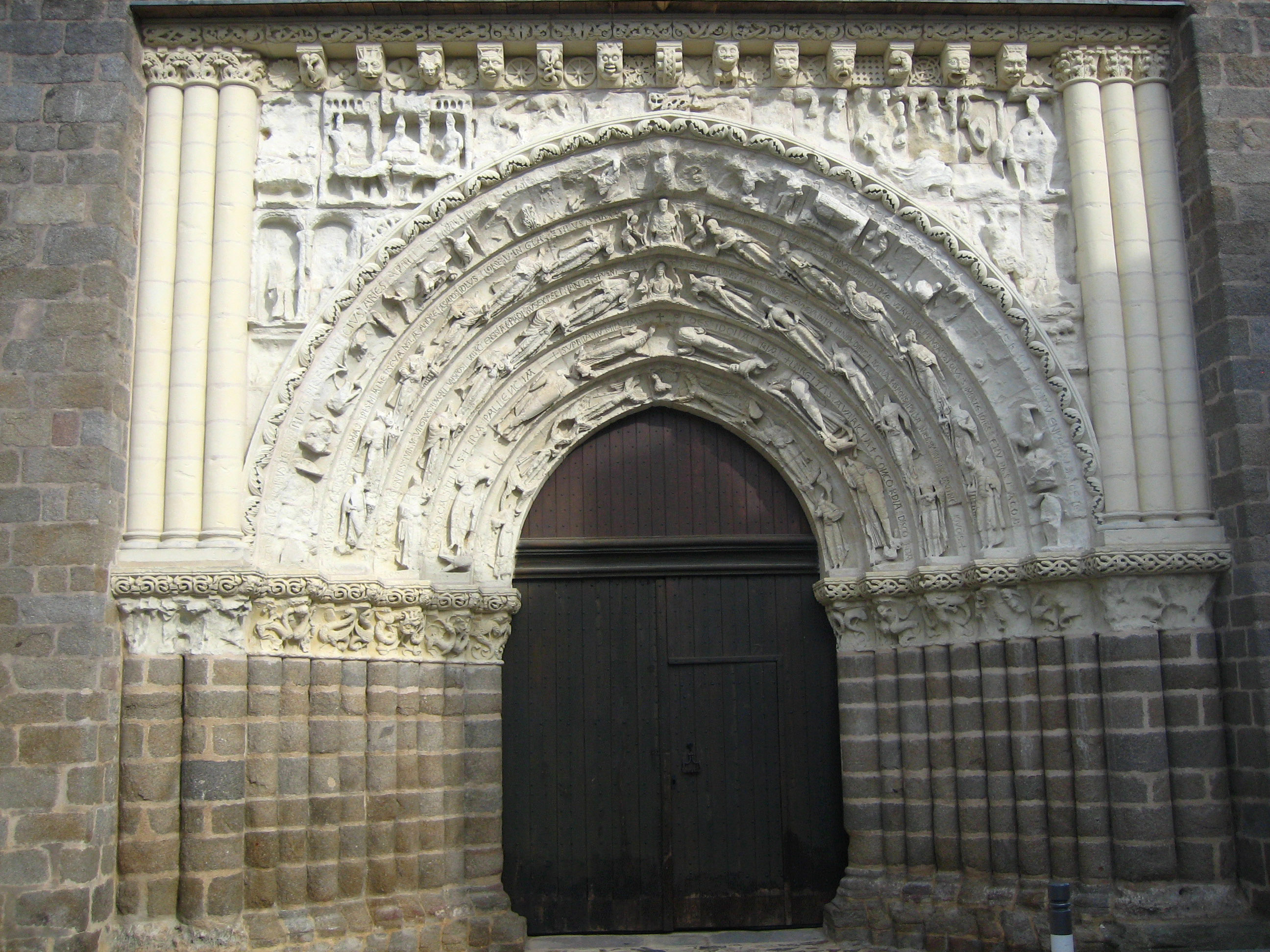
Figürliche Archivolten an der Kirche Saint-Gilles von Argenton-les-Vallées
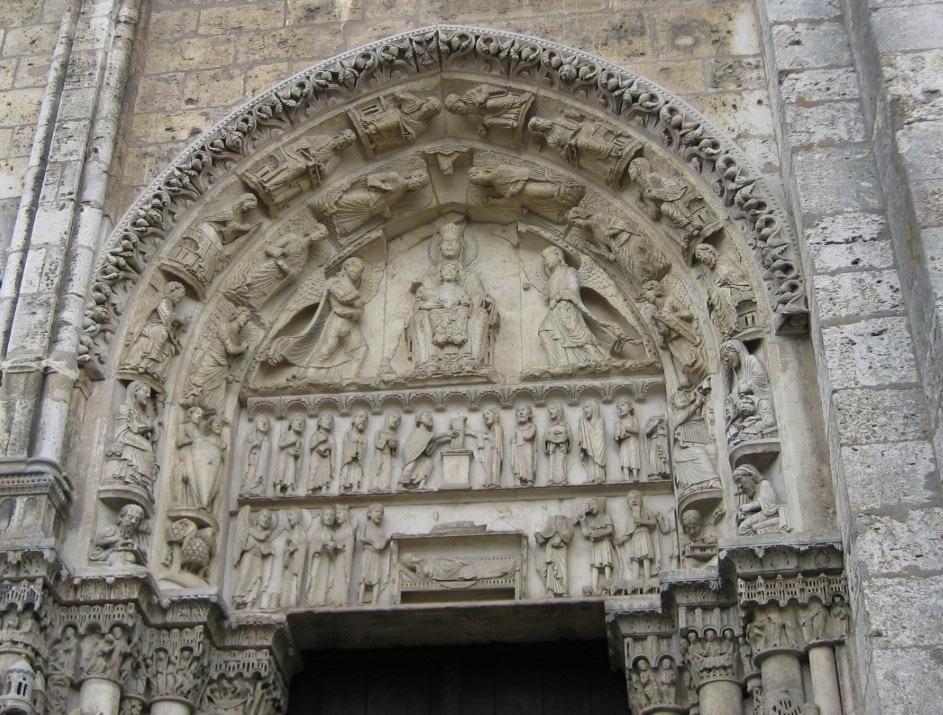
Figürliche Archivolten an der Kathedrale von Chartres
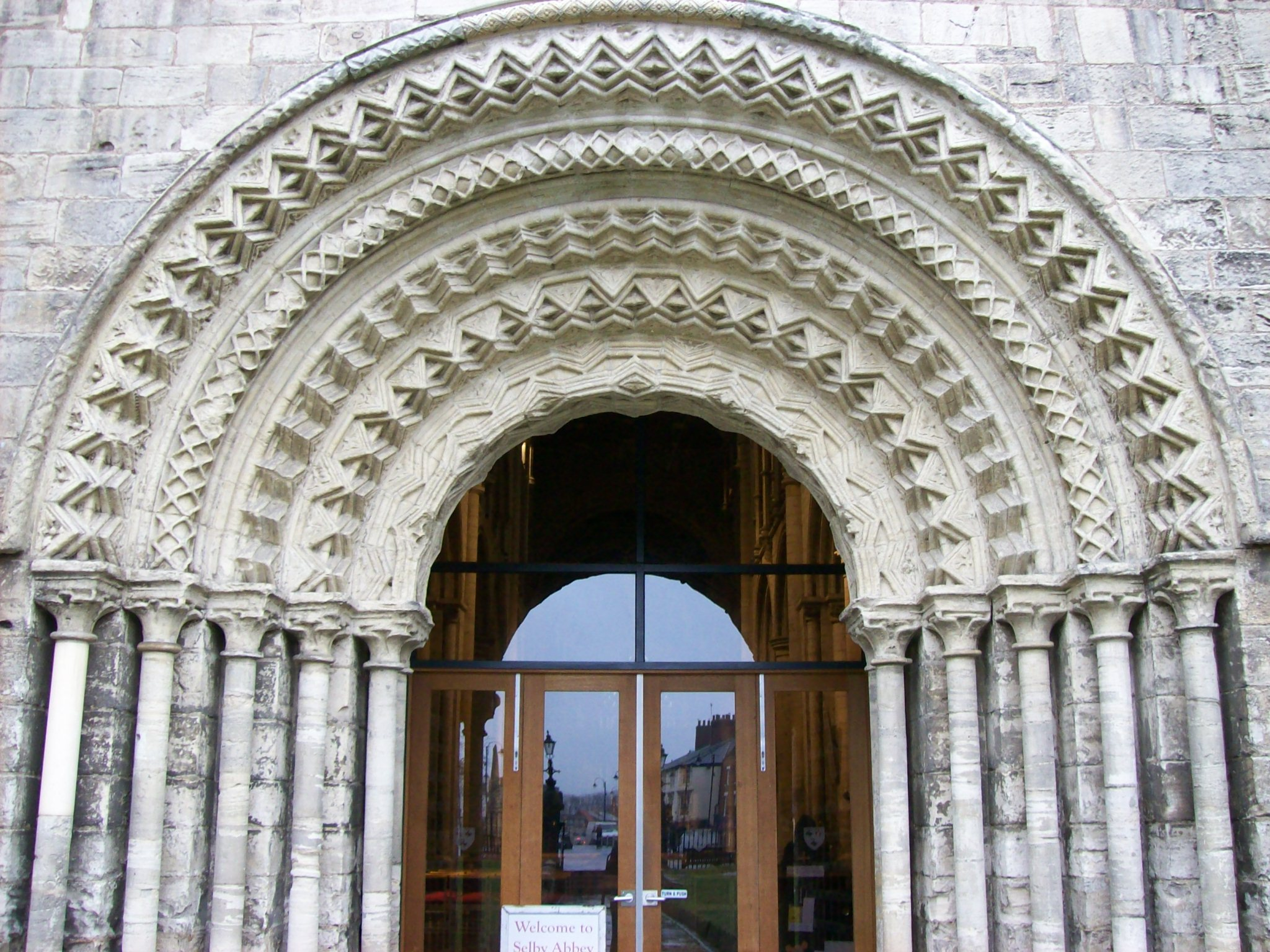
Westportal mit reich dekorierten Archivolten, Selby Abbey (England)
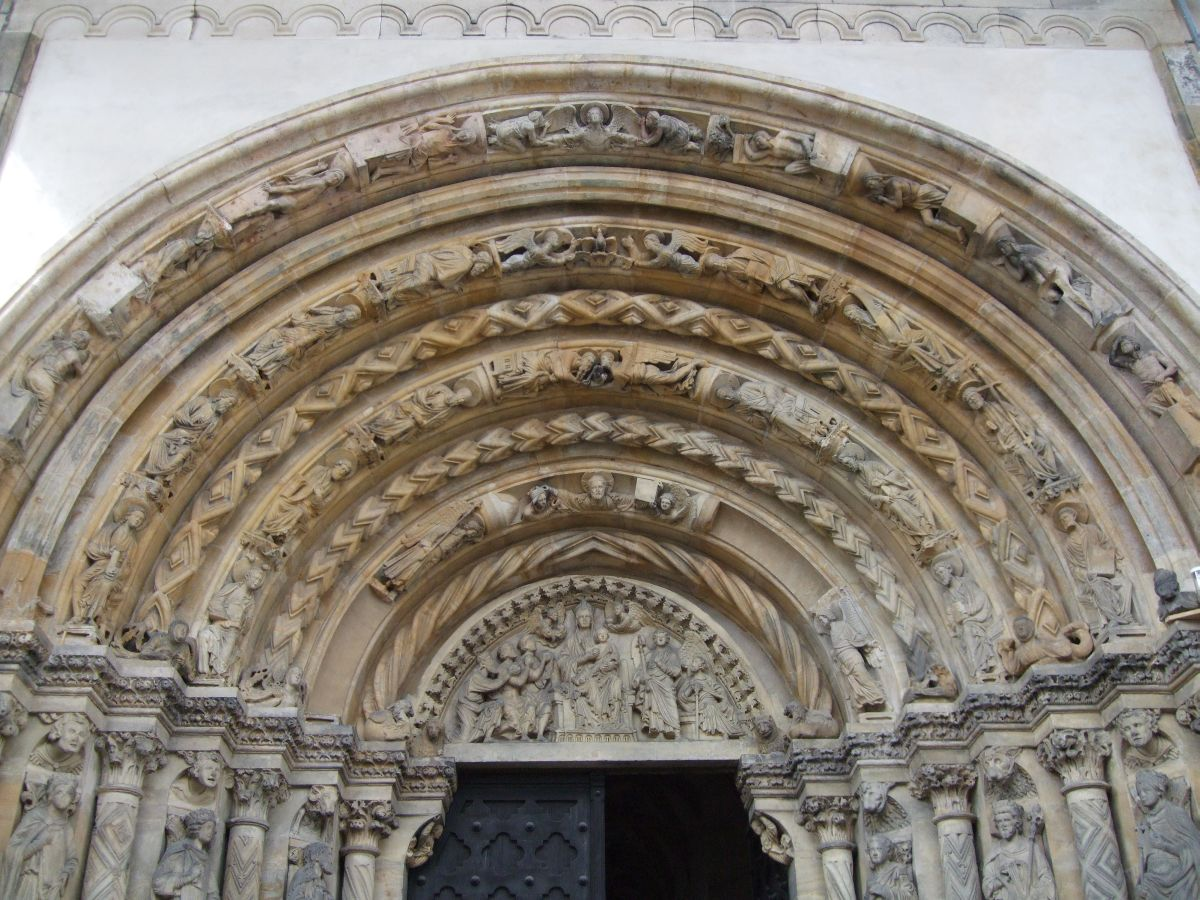
Geometrisch und figürlich verzierte Archivolten an der „Goldenen Pforte“ des Freiberger Doms